# HSV VL SS Group A SV
HSV VL SS Group A SV, также известный как Walky — спортивный автомобиль, выпускавшийся с 1987 по 1988 год австралийской компанией Holden.

## Описание
HSV VL SS Group A SV стал дебютной моделью HSV после того, как австралийская компания Holden разорвала связи с одноимённой дилерской командой (HDT) и стала иконой австралийского автомобилестроения.
Прародителем HSV VL SS Group A SV стал Holden Commodore VL. HSV VL SS Group A SV имел только серебристое лакокрасочное покрытие Panorama.
Первоначально планировалось выпустить 500 автомобилей Group A, однако из-за увеличения спроса количество было увеличено до 750 единиц.

## Holden Motor Sport Injected V8
HSV VL SS Group A SV оснащён 5,0-литровым (4987 см3) двигателем HSV 5000i (V8) мощностью 180 кВт (241 л. с.) при 5200 об/мин и крутящим моментом 380 Н·м при 4000 об/мин в паре с пятиступенчатой механической трансмиссией BorgWarner 'BT5G'.